# Matrimonio igualitario en Oregón
El matrimonio igualitario en Oregón se legalizó el 19 de mayo de 2014 cuando un juez del Tribunal del Distrito de Oregón dictaminó que la enmienda constitucional estatal de Oregón de 2004 que prohíbe este tipo de matrimonios violaba la Cláusula sobre Protección Igualitaria de la Constitución federal Oregón reconoce el matrimonio entre personas del mismo sexo de otras jurisdicciones desde octubre de 2013. Desde 2004, la Constitución de Oregón declaraba que: "Es la política de Oregon, y de sus subdivisiones políticas, que sólo un matrimonio entre un hombre y una mujer será válida o legalmente reconocido como un matrimonio". Sin embargo, las parejas de hecho se vienen permitiendo desde 2008.